# Kantonsschule Willisau
Die Kantonsschule Willisau ist eine Kantonsschule in Willisau im Schweizer Kanton Luzern.
Sie wurde 1865 gegründet und feierte 2015 ihr 150-jähriges Bestehen. Die Kantonsschule Willisau bietet zwei unterschiedliche Bildungsprofile an: Das Kurzzeitgymnasium und dasLangzeitgymnasium. Bis zum Sommer 2021 wurde ausserdem die Wirtschaftsmittelschule (WMS)angeboten, welche die Ausbildung zum Kaufmann mit Eidgenössischem Fähigkeitszeugnis und kaufmännischer Berufsmaturität erlaubte.
Für die gymnasiale Maturität kann zwischen den Schwerpunktfächern Biologie/Chemie, Musik, Philosophie/Pädagogik/Psychologie, Physik und Anwendungen der Mathematik sowie Wirtschaft und Recht gewählt werden (Stand 2023).